# John Cho
John Yohan Cho (Szöul, 1972. június 16. –) dél-koreai származású amerikai színész, zenész.
Legemlékezetesebb alakításait a Kalandférgek-filmekben, Harold Lee szerepében, illetve az Amerikai pite filmekben a MILF-duó egyik tagjaként, John szerepében nyújtotta. A Star Trek több feldolgozásfilmjében Hikaru Sulut játszotta, valamint a Az emlékmás (2012) című filmben is szerepelt. 2018-ban a Keresés című lélektani thriller főszerepét kapta meg – ezzel ő lett az első ázsiai származású amerikai színész, aki mainstream hollywoodi thrillerben főszerepben tűnik fel.
A filmek mellett Cho televíziós sorozatokban is szerepel: a FlashForward – A jövő emlékei című sci-fi-sorozatban az FBI-ügynök Demetri Noh-t játssza, míg az Off Centre című szituációs komédiában Chau Presley szerepében látható. 2021 óta alakítja a Netflixen futó Cowboy Bebop – Csillagközi fejvadászok élőszereplős sorozatban Spike Spiegelt.

## Filmográfia

### Film
| Év   | Magyar cím                               | Eredeti cím                               | Szerep                   | Magyar hang      |
| ---- | ---------------------------------------- | ----------------------------------------- | ------------------------ | ---------------- |
| 1997 | Amikor a farok csóválja…                 | Wag the Dog                               | segéd                    |                  |
| 1997 |                                          | Shopping for Fangs                        | Clarence                 |                  |
| 1998 |                                          | Yellow                                    | Joey                     |                  |
| 1999 | Amerikai szépség                         | American Beauty                           | ingatlanos               |                  |
| 1999 | Fergeteges forgatás                      | Bowfinger                                 | takarító a night clubban | Pálmai Szabolcs  |
| 1999 | Amerikai pite                            | American Pie                              | John (MILF srác)         | Molnár Levente   |
| 2000 | A Flintstone család 2. – Viva Rock Vegas | The Flintstones in Viva Rock Vegas        | parkolóinas              | Csatlós Vilmos   |
| 2001 | Amerikai pite 2.                         | American Pie 2                            | John (MILF srác)         | Molnár Levente   |
| 2001 | Evolúció                                 | Evolution                                 | tanuló                   |                  |
| 2001 | Mennyé má!                               | Down to Earth                             | Phil Quon                | Pálmai Szabolcs  |
| 2001 | Asszonysorsok Kínában                    | Pavilion of Women                         | Fengmo Wu                | Simonyi Balázs   |
| 2002 |                                          | Better Luck Tomorrow                      | Steve Choe               |                  |
| 2002 | Solaris                                  | Solaris                                   | DBA-megbízott            |                  |
| 2002 | Minden hájjal megkent hazug              | Big Fat Liar                              | Dustin Wong              |                  |
| 2003 | Amerikai pite: Az esküvő                 | American Wedding                          | John                     | Molnár Levente   |
| 2004 | Jó társaság                              | In Good Company                           | Petey                    |                  |
| 2004 | Kalandférgek                             | Harold & Kumar Go to White Castle         | Harold "Töki" Lee        | Simonyi Balázs   |
| 2004 |                                          | See This Movie                            | Larry Finkelstein        |                  |
| 2006 | American Dreamz                          | American Dreamz                           | Frank Ittles             | Pálmai Szabolcs  |
| 2006 | Király ötletek                           | Bickford Shmeckler's Cool Ideas           | Tom                      |                  |
| 2007 |                                          | West 32nd                                 | John Kim                 |                  |
| 2007 | Besütizve                                | Smiley Face                               | Mike                     |                  |
| 2008 | Dalok ismerkedéshez                      | Nick and Norah's Infinite Playlist        | reklámtáblás férfi       |                  |
| 2008 | Kalandférgek 2. – Öbölből vödörbe        | Harold & Kumar Escape from Guantanamo Bay | Harold Lee               | Simonyi Balázs   |
| 2009 | Star Trek                                | Star Trek                                 | Hikaru Sulu              | Pálmai Szabolcs  |
| 2009 |                                          | Saint John of Las Vegas                   | Carnival Human Torch     |                  |
| 2011 | Kalandférgek karácsonya                  | A Very Harold & Kumar 3D Christmas        | Harold Lee               | Simonyi Balázs   |
| 2012 | Amerikai pite: A találkozó               | American Reunion                          | John                     | Molnár Levente   |
| 2012 | Az emlékmás                              | Total Recall                              | Bob McClane              | Seszták Szabolcs |
| 2013 | Személyiségtolvaj                        | Identity Thief                            | Daniel Casey             | Varga Gábor      |
| 2013 | Star Trek – Sötétségben                  | Star Trek Into Darkness                   | Hikaru Sulu              | Pálmai Szabolcs  |
| 2013 | Kaguya hercegnő története                | The Tale of the Princess Kaguya           | Isonokami (angol hangja) |                  |
| 2015 | Nagyi                                    | Grandma                                   | Chau                     | Ács Norbert      |
| 2015 | Titkok hálójában                         | Zipper                                    | EJ                       | Szabó Máté       |
| 2016 | Érettségi után, érettség előtt           | Get a Job                                 | Brian Bender             |                  |
| 2016 | Star Trek: Mindenen túl                  | Star Trek Beyond                          | Hikaru Sulu              | Pálmai Szabolcs  |
| 2017 |                                          | Columbus                                  | Jin                      |                  |
| 2017 | Gemini – Kettős játszma                  | Gemini                                    | Edward Ahn nyomozó       | Pálmai Szabolcs  |
| 2017 |                                          | Literally, Right Before Aaron             | Mark                     |                  |
| 2017 | A nagy esemény                           | A Happening of Monumental Proportions     | Mr. Ramirez              |                  |
| 2018 | Keresés                                  | Searching                                 | David Kim                | Molnár Levente   |
| 2018 | Eskü: A terror orvosa                    | The Oath                                  | Peter                    | Pálmai Szabolcs  |
| 2018 | Mirai – Lány a jövőből                   | Mirai                                     | apa (angol hangja)       |                  |
| 2019 | Két páfrány között – A film              | Between Two Ferns: The Movie              | önmaga                   |                  |
| 2020 | Az átok háza                             | The Grudge                                | Peter Spencer            |                  |
| 2020 | Lunaria – Kaland a Holdon                | Over the Moon                             | apa (hangja)             | Stohl András     |
| 2021 | A kívánságsárkány                        | Wish Dragon                               | Long (angol hangja)      | Varga Gábor      |
| 2022 | Ne küldj el                              | Don't Make Me Go                          | Max Park                 |                  |
| 2023 |                                          | Ghosted                                   | Leopard                  |                  |
| 2023 |                                          | The Graduates                             | John                     |                  |
| 2024 | aMItől félsz                             | Afraid                                    | Curtis                   | Varju Kálmán     |

### Televízió
| Év        | Magyar cím                             | Eredeti cím                     | Szerep                                   | Megjegyzések                                                   |
| --------- | -------------------------------------- | ------------------------------- | ---------------------------------------- | -------------------------------------------------------------- |
| 1997      |                                        | The Jeff Foxworthy Show         | pizzafutár                               | 1 epizód                                                       |
| 1998      |                                        | Felicity                        | Larry                                    | 1 epizód                                                       |
| 1998      | Bűbájos boszorkák                      | Charmed                         | Mark Chao                                | - 1 epizód - (Halálos szerelem) - magyar hangja: - Csőre Gábor |
| 2001      |                                        | Static Shock                    | Thomas Kim / Tantrum, navigátor (hangja) | 2 epizód                                                       |
| 2001      | Embertelen pók                         | Earth vs. the Spider            | Han                                      | - tévéfilm - magyar hangja: - Welker Gábor - Szabó Máté        |
| 2001–2002 |                                        | Off Centre                      | Chau Presley                             | 28 epizód                                                      |
| 2002      |                                        | The Jamie Kennedy Experiment    | önmaga                                   | 1 epizód                                                       |
| 2003      | Kim Possible                           | Kim Possible                    | Hirotaka (hangja)                        | 1 epizód                                                       |
| 2005      |                                        | The Men's Room                  | Bob                                      | 4 epizód                                                       |
| 2005      | Doktor House                           | House                           | Harvey Park                              | 1 epizód (A szerelem fáj)                                      |
| 2005–2006 |                                        | Kitchen Confidential            | Teddy Wong                               | 10 epizód                                                      |
| 2006      | A Grace klinika                        | Grey's Anatomy                  | Marshall Stone                           | 1 epizód                                                       |
| 2006–2013 | Amerikai fater                         | American Dad!                   | Vince Chung (hangja)                     | 4 epizód                                                       |
| 2007      | Így jártam anyátokkal                  | How I Met Your Mother           | Jefferson Coatsworth                     | 1 epizód (Én nem az a pasi vagyok)                             |
| 2007      | Ki ez a lány?                          | Ugly Betty                      | Kenny                                    | 3 epizód                                                       |
| 2007      | Míg a halál el nem választ             | 'Til Death                      | Lucas Bender                             | 1 epizód                                                       |
| 2008      |                                        | Hollywood Residential           | önmaga                                   | 1 epizód                                                       |
| 2009–2010 | FlashForward – A jövő emlékei          | FlashForward                    | Demetri Noh                              | 22 epizód                                                      |
| 2010      |                                        | Childrens Hospital              | Park                                     | 1 epizód                                                       |
| 2011      | A stúdió                               | 30 Rock                         | Lorne                                    | 1 epizód                                                       |
| 2011      |                                        | NTSF:SD:SUV::                   | Chip                                     | 1 epizód                                                       |
| 2012–2013 | Csoportban marad                       | Go On                           | Steven                                   | - 22 epizód - magyar hangja: - Moser Károly                    |
| 2013–2014 | Az Álmosvölgy legendája                | Sleepy Hollow                   | Andy Brooks                              | hét epizód                                                     |
| 2014      |                                        | Selfie                          | Henry Higgs                              | főszereplő (13 epizód)                                         |
| 2015      | BoJack Horseman                        | BoJack Horseman                 | Lead Improv-er (hangja)                  | 1 epizód                                                       |
| 2015      |                                        | The Mindy Project               | Big Murder                               | 1 epizód                                                       |
| 2016      | Új csaj                                | New Girl                        | Daniel                                   | 1 epizód                                                       |
| 2016      | Gátlástalanok                          | House of Lies                   | Sean Chew                                | 1 epizód                                                       |
| 2016      | Tömény történelem                      | Drunk History                   | William Shakespeare                      | 1 epizód                                                       |
| 2016      |                                        | The Hindenburg Explodes!        | Reggie                                   | próbaepizód                                                    |
| 2017      |                                        | Difficult People                | Todd Ross                                | 4 epizód                                                       |
| 2017      | Az ördögűző                            | The Exorcist                    | Andrew Kim                               | 10 epizód                                                      |
| 2017      |                                        | Do You Want To See a Dead Body? | önmaga                                   | 1 epizód                                                       |
| 2019      |                                        | The Twilight Zone               | Raff Hanks                               | 1 epizód                                                       |
| 2021      | Cowboy Bebop – Csillagközi fejvadászok | Cowboy Bebop                    | Spike Spiegel                            | - főszereplő - magyar hangja: - Előd Álmos                     |
| 2023      | Az afterparti                          | The Afterparty                  | "Funcle" Ulysses Zhu                     | főszereplő (2. évad)                                           |
| 2023      | Isten áldd meg Petey-t!                | Praise Petey                    | bandita (hangja)                         | 10 epizód                                                      |
| 2024      | A szimpatizáns                         | The Sympathizer                 | James Yoon                               | minisorozat (2 epizód)                                         |

## Fordítás
- Ez a szócikk részben vagy egészben  a   John Cho című angol Wikipédia-szócikk ezen változatának fordításán alapul.  Az eredeti cikk szerkesztőit annak laptörténete sorolja fel. Ez a jelzés csupán a megfogalmazás eredetét és a szerzői jogokat jelzi, nem szolgál a cikkben szereplő információk forrásmegjelöléseként.